# Wiesław Stradomski

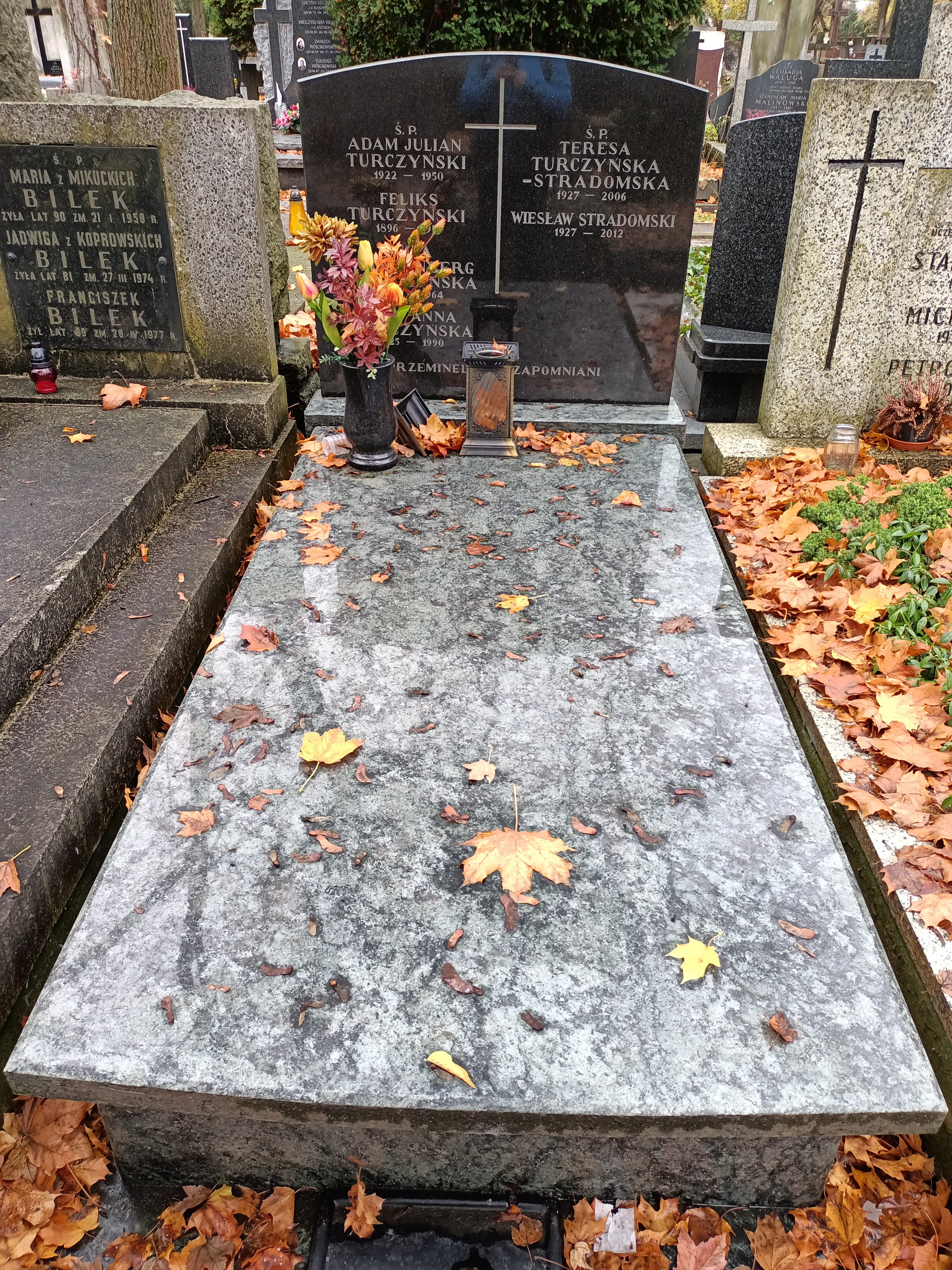
Grób Wiesława Stradomskiego na Cmentarzu Powązkowskim

Wiesław Stradomski (ur. 23 lutego 1927 w Warszawie, zm. 27 maja 2012 tamże) – polski historyk filmu, organizator produkcji filmowej. Ukończył studia na Wydziale Społeczno-Politycznym Akademii Nauk Politycznych w Warszawie, Studium Dziennikarskie Uniwersytetu Warszawskiego) oraz Studium Teorii i Historii Filmu PWSFTViT w Łodzi. Pochowany na cmentarzu Powązkowskim (kwatera 242-5-4).

## Wydał
- "Film a upowszechnianie kultury"
- "Film amatorski w Polsce"
- "Reportaż telewizyjny"
- "O sztuce filmowania"
- "Realizacja filmowa" (przekład na język rosyjski i bułgarski)
- "Historia filmu polskiego (Lata 1930-1939) Tom 2" (współautorzy: Barbara Armatys i Leszek Armatys)
- "Od Niewolnicy zmysłów do Czarnych diamentów (Szkice o polskich filmach z lat 1914-1939)" (współautor: Leszek Armatys)
- "Ostatnia reduta" (wyd. Antyk, 2000)
- "Boże Pastwisko" (wyd. 2001)
- "Teoria przemijania" (wyd. Askon, 2005)
- "Tamte lata" (wyd. Askon, 2004) (współautorstwo)
- "Wspomnienia niekontrolowane" (wyd. Słowo Obraz Terytoria, 2006) (współautorstwo)

## Realizator filmowy
- "Godzina W"
- "Magnetyzm słów"
- "Aby człowiek zrozumiał człowieka (o Ludwiku Zamenhofie i języku esperanto)"
- "Aktorskie pasje"
- "Staniolowe pałace"
- "Pasje ludzi morza"
- "Macedońscy czyli sztuka patrzenia"
- "Towarzysze broni"
- "Julian Żebrowski czyli rysowanie historii"

Od 1964 do 1990 prowadził Twórczy Warsztat Filmowy KINESKOP w Warszawie.